# Uprising (jeu vidéo)
Uprising est un jeu vidéo de stratégie et d’action développé par  Cyclone Studios et publié par The 3DO Company sur PC en 1997. Le jeu se déroule dans un univers de science-fiction dans lequel le joueur incarne un rebelle luttant contre un empire tyrannique. Le jeu combine des éléments de jeu de stratégie en temps réel et de jeu de simulation de char d'assaut. Le joueur est en effet aux commandes d’un char de combat futuriste, en vue à la première personne, qui lui permet de participer aux combats mais aussi d’ordonner la construction d’infrastructure, de gérer ses ressources en énergie, de téléporter des troupes, d’ordonner un bombardement ou de diriger une attaque. Le jeu propose une campagne constitué d’une trentaine de missions dans lesquels le joueur débarque sur différentes planètes avec pour objectif de détruire la base ennemie. Une fois arrivé à destination, il peut demander à son vaisseau-mère de déposer ses premières infrastructures sur un emplacement destiné à cet effet et commencer à collecter la seule ressource disponible dans le jeu, l’énergie. Grâce à cette énergie, il peut ordonner l’envoi d’autres constructions, comme des casernes ou des usines, pour produire de nouvelles unités,.
Le jeu est porté sur PlayStation sous le titre Uprising X en 1998.
Il bénéficie d'une suite, Uprising 2: Lead and Destroy, qui est publiée sur PC en 1998.

## Système de jeu
Uprising est un jeu de stratégie et d’action qui combine des éléments de jeu de stratégie en temps réel et de jeu de simulation de char d'assaut. Le joueur est en effet aux commandes d’un char de combat futuriste, qu’il conduit en vue à la première personne et qui lui permet non-seulement de participer aux combats, mais aussi d’ordonner la construction d’infrastructure, de gérer ses ressources en énergie, de téléporter des troupes, d’ordonner un bombardement ou de diriger une attaque. Au début de chaque mission, le joueur débarque sur une nouvelle planète avec pour objectif de détruire la base ennemie. Une fois arrivé à destination, il peut demander à son vaisseau-mère de lui envoyer ses premières infrastructures qui sont ensuite déposées par un vaisseau sur un emplacement destiné à cet effet. La construction d’une centrale lui permet notamment de collecter la seule ressource du jeu, l’énergie, disponible en quantité limitée à chaque emplacement constructible. Grâce à l’énergie produite, il peut ensuite ordonner l’envoi d’autres constructions, comme des casernes ou des usines de chars d’assaut, d’avions de chasse ou de bombardiers, qui lui permettent de débloquer de nouvelles unités. Chaque emplacement constructible n’offre qu’un nombre limité d’emplacement. Le joueur ne peut donc pas installer toutes ses usines au même endroit et pour se développer, il doit chercher de nouvelles aires de construction et les conquérir si elles sont contrôlées par l’ennemi. Pour cela, il peut s’appuyer sur différents types d’unités, dont de l’infanterie, des chars d’assauts, des chasseurs et des bombardiers, avec chacun leurs spécialité. Les chars d’assauts sont ainsi très efficaces contre l’infanterie, les chasseurs contre les tourelles défensives et les bombardiers contre les infrastructures. Pour faire appel à ces unités, il doit les téléporter depuis des usines en ciblant un objectif avec la souris puis en appuyant sur une touche du clavier pour faire apparaitre l’unité demandé, qui attaque alors la cible. Une fois l’unité téléporté, il n’est pas possible de lui affecter un nouvel objectif. Il est par contre possible de la téléporter vers son usine d’origine pour récupérer une partie de l’énergie utilisée lors de la première téléportation,.
Le jeu propose une campagne constitué d’une trentaine de missions dans lesquels le joueur débarque sur différentes planètes avec pour objectif de détruire la base ennemie. Chaque mission réussie lui rapporte une prime, qu’il peut utiliser pour améliorer ces différents types d’unités et modifier leurs caractéristiques,. Outre sa campagne, il propose un mode multijoueur qui permet de jouer à deux par modem et jusqu’à quatre en réseau local ou sur Internet.

## Versions
Uprising est porté sur PlayStation sous le titre Uprising X en 1998. Celui-ci reprend dans les grandes lignes le système de jeu de son prédécesseur mais avec des modifications de son interface graphique pour l'adapter à l'utilisation d'une manette de jeu et le remplacement de son mode multijoueur par un mode deux joueurs en écran divisé.

## Accueil
| Uprising              |      |       |
| Média                 | Pays | Notes |
| Computer Gaming World | US   | 4/5   |
| GameSpot              | US   | 71 %  |
| Gen4                  | FR   | 4/6   |
| Joystick              | FR   | 60 %  |
| PC Gamer UK           | GB   | 70 %  |
| PC Jeux               | FR   | 85 %  |

À sa sortie, Uprising fait l’objet d’une critique positive du journaliste Robert Coffey du magazine Computer Gaming World qui explique tout d’abord qu’il ne s’agit pas d’un jeu de stratégie en temps réel mais plutôt d’un jeu d’action, avec un peu de stratégie. Il note en effet qu’il ne propose que quatre types d’unités auxquels il n’est pas possible de donner des ordres autres qu’attaquer une cible, ce qui restreint selon-lui la dimension stratégique du jeu, même si cette dernière est bien présente avec la nécessité d’ajuster la manière d’approcher les combats en fonction de la situation et du terrain. Il salue néanmoins son mélange d’action et de stratégie qui offre un gameplay « absorbant » porté notamment par le « spectacle haletant » de ses combats, par son « monde dynamique » et par la nécessité de gérer de multiples batailles en parallèle tout en conduisant un char d’assaut. Il juge cependant que le jeu n’est pas exempt de défauts. Il déplore en effet que les missions soient un peu « répétitive » et qu’il ne soit pas possible de prendre le contrôle des autres unités, de régler la difficulté et de personnaliser la configuration du joystick. Il note également qu’il souffre de quelques soucis techniques avec des problèmes de plantage lors de certaines missions, et de déconnexion et de ralentissement en mode multijoueur. Il conclut qu’il est néanmoins « excellent », mais qu’il aurait pu s’imposer comme un pionnier d’un nouveau genre si ses développeurs avaient tenus toutes leurs promesses. Dans le magazine Gen4, le journaliste Eric Ernaux est également très enthousiaste et salue son « excellent » concept qui en fait une sorte de « Command and Conquer en vue subjective ». S’il ajoute qu’il n’a pas la profondeur de ce dernier, il juge positivement cette simplification qui évite selon-lui que ses éléments de stratégie ne viennent alourdir « une parfaite immersion dans l’action ». Il est également séduit par son interface « parfaite » et facile à prendre en main, ainsi que par son univers visuel qui vaut selon-lui le détour. Il juge en effet que ses décors naturels sont « superbes », bien qu’un peu dépouillé, et que ses unités et infrastructures sont facilement identifiables malgré le manque de polygones, pour un « très beau » résultat. Il fait aussi l’éloge de son environnement sonore « irréprochable », de son intelligence artificielle « remarquable » et du comportement réaliste des unités. Son seul bémol concerne le fait que son mode multijoueur ne fonctionne pas dans la version originale du jeu, même s’il note que le problème devrait être corrigé dans par un patch. Il conclut ainsi que le jeu est une « claque retentissante » avec une jouabilité digne d’un jeu de tir à la première personne et une dimension stratégique suffisamment présente pour faire oublier ses missions un peu répétitives. Le journaliste de Joystick est beaucoup plus critique et juge qu’il met en l’air un moteur 3D réussi en tentant de donner une dimension stratégique à un jeu d’action en 3D. Il estime en effet qu’il est « inutilement complexe » pour un résultat « plat » dont l’intérêt se dissout rapidement dans les incessants allers-retours entre les bases ennemis. Il ajoute qu’il est de plus desservi par des missions « laborieuses » et par une intelligence artificielle trop limité avant de conclure que son mélange d’action et de stratégie est « raté », trop complexe, trop stressant et que « le plaisir qu’il procure est quasiment inexistant ».

## Postérité
Uprising bénéficie d'une suite — Uprising 2: Lead and Destroy — qui est publiée sur PC en 1998. Alors que dans son prédécesseur retrace la lutte de rebelles contre un empire, Uprising 2 oppose le joueur à une race d'extraterrestres au cours de 36 missions, dont 28 sont réparties entre trois campagnes. Il reprend dans les grandes lignes le système de jeu du premier volet mais lui apporte quelques améliorations avec notamment la possibilité de régler le niveau de difficulté et les nouvelles fonctionnalités de son interface graphique.